# فيليب كاسيدي
فيليب كاسيدي (بالإنجليزية: Philip Cassidy)‏ هو دراج أيرلندي، ولد في 15 أكتوبر 1961.

## وصلات خارجية
- فيليب كاسيدي على موقع أرشيف الدراجات (الإنجليزية)
- فيليب كاسيدي على موقع إحصائيات الدراجات الإحترافية (الإنجليزية)
- فيليب كاسيدي على موقع أوليمبيديا (الإنجليزية)